# Jaime Humberto Hermosillo Delgado
Jaime Humberto Hermosillo Delgado (Aguascalientes, Estat d'Aguascalientes, Mèxic, 22 de gener de 1942 - Guadalajara, 13 de gener de 2020), més conegut com a Jaime Humberto Hermosillo, fou un cineasta mexicà que s'ha convertit en una referència obligada per a l'anàlisi de la conducta social del mexicà contemporani i del retrat que el cinema ha fet d'ella. Hermosillo fou un dels directors més originals i polèmics del cinema mexicà. Des de les seves primeres pel·lícules va revelar, conjuminat a un sòlid domini de l'ofici, audàcia tal en l'elecció dels seus temes que moltes vegades la conservadora societat mexicana l'ha titllat d'immoral. Va declarar obertament la seva preferència homosexual.

## Antecedents
Nascut en un entorn conservador, Hermosillo ha construït una sòlida filmografia el comú denominador de la qual és el seu interès per diseccionar la hipocresia de la classe mitjana mexicana i "obrir la cortina" darrere de la qual s'amaguen moltes perversitats. És en moltes ocasions comparat amb el cineasta espanyol Pedro Almodóvar i s'ha arribat a dir que existeix un cert paral·lelisme, que manegen els mateixos temes en diferents països i que en els seus films sempre retraten la diversitat sexual d'una manera molt personal; encara que més aviat el paral·lelisme de Jaime es troba al cinema de Ventura Pons, un cineasta català poc conegut a Mèxic. Les pel·lícules de tots dos directors tendeixen a ser més teatrals i austeres quant a producció, són guions propis o adaptacions de novel·les o obres de teatre.

## Trajectòria
Va treballar amb Gabriel García Márquez a María de mi corazón, en 1979, i a El verano de la señora Forbes, en 1988. La seva pel·lícula La tarea fou seleccionada al 17è Festival Internacional de Cinema de Moscou, on va guanyar una menció especial.
Hermosillo va ser professor a l'Escuela de Artes Audiovisuales de la Universitat de Guadalajara.

## Filmografia
- Crimen por Omisión (2018)
- Un buen sabor de boca (2017)
- InFielicidad (2015)
- Juventud (2010)
- Amor (2005)
- Rencor (2005)
- Dos Auroras (2005)
- El mal logrado amor de Sebastián (2004), basada en un fragment de la novel·la de Luis González de Alba, Agapi Mu.
- El misterio de los almendros (2004)
- El Edén (2003)
- eXXXorcismos (2002) .... director i guionista
- Escrito en el cuerpo de la noche (2000) .... director i guionista
- La calle de las novias (2000) .... director [telenovel·la]
- De noche vienes, Esmeralda (1997) .... director, guionista i editor
- Danske Piger Viser Alt (1996) .... director (episodi "Why Don't We?") (coproducció amb Dinamarca i Canadà)
- La tarea prohibida (1992) .... director i guionista
- La tarea (1990) .... director, guionista i editor
- El aprendiz de pornógrafo (1989) .... director, guionista i editor (vídeo)
- Intimidades de un cuarto de baño (1989) .... director i guionista
- Un momento de ira (1989) .... director, guionista i editor (vídeo)
- El verano de la señora Forbes (1989) .... director i guionista (migmetratge) (coproducció amb Cuba i Espanya)
- Clandestino destino (1987) .... director i guionista
- Doña Herlinda y su hijo (1984) .... director, guionista i editor
- El corazón de la noche (1983) .... director i guionista
- Las apariencias engañan (1983) .... director i guionista
- Confidencias (1982) .... director i guionista
- María de mi corazón (1979) .... director i guionista
- Amor libre (1978) .... director i guionista
- Idilio (1978) .... director i guionista (curtmetratge)
- Naufragio (1977) .... director i guionista
- Matinée (1976) .... director y guionista
- Antes del desayuno (1975) .... director y guionista (curtmetratge, inacabat)
- La pasión según Berenice (1975) .... director i guionista
- El cumpleaños del perro (1974) .... director i guionista
- El señor de Osanto (1972) .... director i guionista
- La verdadera vocación de Magdalena (1971) .... director i guionista
- Los nuestros (1969) .... director i guionista (migmetratge)
- S. S. Glencairn (1969) .... director i guionista (curtmetratge)
- Homesick (1965) .... director i guionista (curtmetratge)